# Виписки
Випи́ски — село в Україні, у Перемишлянській міській об'єднаній територіальній громаді Львівському районі Львівської області. Населення становить 400 осіб. 

## Історія
У 1552 році селом володів пан Бачовський. В 1711 р власником села був пан Адам Миколай Синявський, краківський каштелян.
Військовий злочин стався у Виписках 16 червня 1919 року, де польські жовніри побили полонених вояків Української Галицької Армії, що пятеро вояків померли на місці від побоїв. 
01.01.1949р. комуністи влаштували облаву у селі . Під час якої в господарствах селян валили печі, розбирали загати, місцевих жителів насильно зганяли в сільську раду на допити. 